# Oswaldo Vigas
Oswaldo Vigas (Valencia, Carabobo, 4 de agosto de 1923 - Caracas, 22 de abril de 2014) fue un pintor y muralista venezolano. Estudió medicina en la Universidad de Los Andes de Mérida y culminó su carrera en la Universidad Central de Venezuela en Caracas. Su trabajo abarcó la pintura, la escultura, el grabado, la cerámica y la tapicería.

## Biografía

### Infancia
Hijo del doctor José de Jesús Vigas y de Nieves Linares, descendiente de Arturo Michelena. Tenía 10 años cuando su padre murió y Vigas vivió entre Valencia y Tinaquillo.  

### 1940
En 1941, se mudó a Guacara, donde hizo sus primeras pinturas. Su primer trabajo importante conocido es la ilustración del Libro de Poesía (1941) en el Ateneo de Valencia. En 1943, se le otorgó la Medalla de Honor por su obra Hojas Rojas realizando la muestra que lo da a conocer. En 1945, ingresó a la Universidad de Los Andes - Mérida, para estudiar Medicina. En 1946, presentó ¨Oswaldo Vigas¨ en el Ateneo de Valencia. Su pintura continúa motivada por la figura humana, con una creciente deformación, mayor libertad y engrosamiento del trazo en refuerzo de la expresividad general de la obra. En 1947, participa en el V Salón Arturo Michelena, en el Ateneo de Valencia. En 1949, se traslada a Caracas y culmina sus estudios médicos en la Universidad Central de Venezuela, nunca llegó a ejercer como médico. Frecuentó el Taller Libre de Arte y participó activamente en el movimiento artístico de la época, y visitó periódicamente la Escuela de Artes Plásticas Cristóbal Rojas, donde se relacionó con Manuel Cabré, Martín Durban, Pedro Ángel González, Rafael Ramón González y Rafael Monasterios, entre otros. Además, en el mismo año, obtiene el Primer Premio del Primer Salón de Pintura en el ateneo de Mérida. La figura humana sigue siendo el tema central de su pintura, cada vez más alejada del figurativismo convencional. El trazo se torna más agresivo, comienza a utilizar colores planos, lacerándolos, y descubre la cerámica precolombina. Todo ello marca el preámbulo para "El período de las brujas". 

### 1950
En 1952, obtiene el Premio Arturo Michelena, en el Ateneo de Valencia y el Premio Nacional de Artes Plásticas, obtiene varios trabajos y sé instala en París. En París tomó el curso de Historia del Arte en la Sorbona. En 1957, regresó a Venezuela y regresó a París. En 1959, como agregado cultural de la Embajada de Venezuela en Francia. En 1962, participó en la Bienal de Venecia en representación del país. Durante ese período, incursiona en el informalismo matérico y realiza una serie de aguafuertes con la técnica del agua de azúcar. 

### 1960
En 1964, regresa a Venezuela y la UC edita una monografía sobre el artista, escrita por el crítico noruego Karl K. Ringström. En ese año, recibió nuevamente el Premio Arturo Michelena con una obra de tendencia informalista, Parameras. Su experiencia informalista enriquece su reencuentro con la figuración y a mediados de los años sesenta retoma las formas esenciales de sus brujas en una serie de "personagrestes", ejecutada con pinceladas violentas y carga matérica, interrumpida brevemente a finales de la década por un retorno a la abstracción. En 1965, es nombrado director de cultura de la Universidad de Los Andes y junto a Juan Astorga trabaja en la creación del Mamja.

### 1970
A partir de 1970, se establece en Caracas y reanuda su trabajo en las series María Lionza y Señoras. En 1971, es nombrado director de la División de Arte del Inciba. A comienzos de 1972, viaja a Estados Unidos y se dedica a desarrollar un conjunto de serigrafías. A su regreso, en este mismo año, renuncia a su cargo en señal de protesta por las censuras que el Estado impuso en el I Salón de Gráficas y Dibujo en el Centro de Bellas Artes de Maracaibo, cuya realización debió ser suspendida. De 1974 a 1975, forma parte de la Comisión Preparatoria y Organizadora del Conac. En 1976, es nombrado miembro de la Junta Asesora del Museo de Bellas Artes de Caracas y de la Galería de Arte Nacional, que empieza a funcionar en mayo de este año bajo la dirección de Manuel Espinoza. En 1978, forma parte del comité organizador del I Encuentro Iberoamericano de Críticos de Arte y Artistas Plásticos. En 1979, la Galería de Arte Nacional  realiza una muestra antológica de su obra realizada entre 1943 y 1977. 

### 1980
En 1981, se incorporó al grupo Proposición 20, y exhibe en el Museo de Bellas Artes de Caracas los tapices diseñados por él y ejecutados en los talleres de St. Cyr (Francia). Ya en 1971, había realizado trabajos de este tipo en talleres de Portugal y Francia, los cuales continúa posteriormente con tapices tejidos por artesanos de Toluca (México) y después con un conjunto realizado en España. Paralelamente ejecuta numerosas piezas en cerámica: relieves en placas de refractario y gres, moldes para platos, óxidos a la parafina bajo cubierta, etc. "En las cerámicas de Oswaldo reaparecen no pocos de los seres fantásticos que ocupan todo el espacio de sus pinturas, tapicerías y gráficas, pero ahora reducidas a la dimensión de un talismán" (Pineda, 1981). Supervisa la ejecución de un relieve-mural en gres encomendado por el Ateneo de Caracas y en 1983 realizó guaches y gráficas, inspiradas en Simón Bolívar. En 1985, presentó sus primeras esculturas en bronce, consecuencia de las experiencias en cerámica de inicios de los ochenta. En 1986, trabajó en torno al tema de la crucifixión (a partir de bocetos que se remontaban a los años cincuenta), la paz, la madre, el niño y los pájaros. El espacio en la obra de Vigas comienza a poblarse de signos y formas no figurativas, a partir de planos irregulares que se orientan hacia composiciones geométricas cada vez más lineales pero de un carácter gestual. "Rectángulos y cuadrados están interceptados por barras pronunciadas que recuerdan a Hartung, incluso por el aspecto monocromático de estas composiciones, pues Vigas alcanza la plenitud de este período con telas resueltas sobre la base de blanco y negro, de sugerencia gráfica. Es evidente que sigue habiendo aquí un clima sugerente, una atmósfera degradada que aleja a estas obras de la concepción puramente planística, propia del abstraccionismo geométrico"
Carlos Raúl Villanueva le comisionó varios murales en mosaico para la Ciudad Universitaria de Caracas.

### 1990
En 1990, el Museo de Arte Contemporáneo de Caracas organizó una retrospectiva con más de 200 obras entre pinturas, esculturas, tapices, cerámicas, joyas y artesanía. En ocasión de esta muestra, la compañía Lagoven produce para su serie Cuadernos el cortometraje dedicado a la vida y obra del artista, Oswaldo Vigas: renovación en el origen. Este mismo año, es invitado a Montreal (Canadá) y participa en la muestra "Latinartca 63: maestros del arte latinoamericano contemporáneo". En 1990, se publicó un nuevo libro sobre la obra de Oswaldo Vigas, con textos del crítico francés Gastón Diehl. En 1992, viaja a Mónaco y participa en el XXVI Premio Internacional de Arte Contemporáneo, donde recibe el primer premio con Crucifixión VII. En 1993, en el Palacio de la Moneda de París, organiza la muestra "Vigas desde 1952 hasta 1993", que reúne alrededor de 137 creaciones entre pinturas, guaches, esculturas, cerámicas y dibujos. En 1995, expone en "Tapicerías de hoy sobre muros de antaño" (Francia y Tokio), un tapiz realizado con ocasión de los Juegos Panamericanos de Caracas (1982). En 1996, la muestra "Oswaldo Vigas: un hombre americano" es presentada en la Casa de las Américas de La Habana con motivo del tercer aniversario de la Casa Simón Bolívar. En 1999, es homenajeado en la séptima edición de FIA. En su última etapa sus pinturas tienden a la simplicidad, con algunos toques de color y grandes zonas de tela sin tocar. De su trabajo, la Galería de Arte Nacional (Caracas) posee en su colección un significativo número de obras datadas entre 1957 y 1987. 

## Fallecimiento
Falleció a los 90 años a causa de una neumonía, tras ingresar sin síntomas graves en un hospital de Caracas.

## Vida personal
Su hijo es el cineasta Lorenzo Vigas (Mérida, 1967) se convirtió en el ganador del León de Oro en la LXII Mostra de Venecia 2015 por su ópera prima Desde allá. En 2010, fue creada la Fundación Oswaldo Vigas, con el objetivo de conservar y promover la obra del artista.

## Premios
- 1942: Premio a la mejor ilustración, I Salón de Exposición de Poemas Ilustrados, Ateneo de Valencia, Edo. Carabobo
- 1943: Premio Ateneo de Valencia, I Salón Arturo Michelena
- 1949: Primer premio, I Salón de Pintura, Ateneo de Mérida
- 1950: Premio Lastenia Tello de Michelena, VIII Salón Arturo Michelena
- 1952: Premio Oficial de Artes Plásticas, XIII Salón Oficial / Premio John Boulton, XIII Salón Oficial / Premio Arturo Michelena, X Salón Arturo Michelena
- 1955: Premio Compañía Shell de Venezuela, "Exposición internacional de pintura", Ateneo de Valencia, Edo. Carabobo
- 1956: Segundo premio, III Salón D'Empaire / Premio de adquisición, Gulf Caribbean Art Exhibition, Museo de Houston, Texas
- 1958: Premio Puebla de Bolívar, XIX Salón Oficial
- 1959: Premio de adquisición, Exposición de Arte Latinoamericano Contemporáneo, Palacio de la Inquisición, Cartagena, Colombia
- 1964: Premio Arturo Michelena, XXII Salón Arturo Michelena
- 1973: Primera mención, I Bienal de Arte Latinoamericano, Museo de Arte Moderno de Sogamoso, Colombia
- 1992: Grand Prix S.A.S Le Prince Reinier III, XXVI Premio Internacional de Arte Contemporáneo, Principado de Montecarlo, Mónaco.

## Exposiciones

### Individuales
- 1942: Ateneo de Valencia, Edo. Carabobo, Venezuela.
- 1943: Ateneo de Valencia, Edo. Carabobo, Venezuela.
- 1945: Ateneo de Valencia, Edo. Carabobo Venezuela.
- 1946: Ateneo de Valencia, Edo. Carabobo, Venezuela.
- 1952: "Retrospectiva Oswaldo Vigas: 1946-1952", Ateneo de Valencia, Edo. Carabobo / Museo de Bellas Artes, Edo. Caracas, Venezuela.
- 1954: Galería Cuatro Vientos, Caracas.
- 1956: "Blanc et Noir", Galería La Roue, París, Francia.
- 1957: Museo de Arte Contemporáneo, Madrid, España. / Galería de Arte Contemporáneo, Caracas, Venezuela. / "Oswaldo Vigas: 1953-1957", Centro de Bellas Artes, Maracaibo, Venezuela. / Oswaldo Vigas: 1953-1957, Fundación Eugenio Mendoza, Caracas, Venezuela. / "Oswaldo Vigas: 1952-1957", Ateneo de Valencia, Edo. Carabobo.
- 1958: Oswaldo Vigas of Venezuela: Pan American Union, Washington D. C., EE. UU. / "Blancos y negros", Fundación Eugenio Mendoza, Caracas, Venezuela.
- 1961: "Peintures récentes", Galería La Roue, París, Francia.
- 1963: "Vigas", Galería Neufville, París, Francia.
- 1964: "Oswaldo Vigas, pinturas de los años 1960-1964", Fundación Eugenio Mendoza, Caracas, Venezuela / Galería Prisma, Instituto Gómez Cardiel, Cumaná, Venezuela / Oswaldo Vigas: retrospectiva: 1941-1964, Ateneo de Valencia, Edo. Carabobo, Venezuela / Vigas: grabados, dibujos, gouaches, Ateneo de Caracas, Venezuela.
- 1965: "Oswaldo Vigas: pinturas de los años 1960-1964", Casa de la Cultura, Maracay / "Oswaldo Vigas: pinturas de los años 1960-1964", Centro de Bellas Artes, Maracaibo
- 1966: Retrospectiva "Las brujas, árbol genealógico: 1941-1952", Galería XXII, Caracas, Venezuela.
- 1967: "Vigas: pinturas 1965-1967", Fundación Eugenio Mendoza, Caracas, Venezuela. / "Venezuelan Witches", Galería del Banco Interamericano de Desarrollo (BID), Washington D. C., EE. UU.
- 1969: Casa del Maestro, Tinaquillo, Edo. Cojedes, Venezuela.
- 1970: "Mitificaciones", Fundación Eugenio Mendoza, Caracas, Venezuela. / Galería Bon Art, Valencia, Edo. Carabobo, Venezuela. / Tapicerías, Galería Antañona, Caracas, Venezuela.
- 1971: Teatro Bellas Artes, Maracaibo / "Oswaldo Vigas: pinturas 1945-1971", Centro de Historia Larense, Barquisimeto
- 1973: "Oswaldo Vigas: pinturas recientes", Galería Antañona, Caracas, Venezuela. / "Retrospectiva Oswaldo Vigas 1943-1973", Museo de Arte Contemporáneo, Bogotá, Colombia. / "Oswaldo Vigas: serigrafías", Galería San Diego, Bogotá, Colombia. / "Mitos y figuraciones", Galería Portobello, Caracas, Venezuela.
- 1974: "Óleos y acrílicos", Galería Bancarios, Caracas, Venezuela.
- 1977: "Oswaldo Vigas: imagen de una identidad expresiva", Galería del Instituto Nacional de Cultura, Museo de Arte Italiano, Lima, Perú. / "Ancestors", Consulado de Venezuela, Nueva York, EE. UU.
- 1978: "Cien dibujos de 1965 a 1978", Galería La Trinchera, Caracas / "Oswaldo Vigas, una mitología americana", Galería El Callejón, Bogotá, Colombia. / Signo y magia, Galería Durban, Caracas, Venezuela.
- 1979: "Oswaldo Vigas, la poesía ancestral", Galería Gaudí, Maracaibo, Venezuela. / Antológica "Ritos elementales, dioses oscuros", Galería de Arte Nacional, Caracas Venezuela. / "Oswaldo Vigas" Instituto de arte Panameño, Panamá.
- 1980: "Ancestors", Embajada de Venezuela, París, Francia.
- 1981: Tapicería de Oswaldo Vigas, Galería Municipal Museo de Bellas Artes, Caracas, Venezuela.
- 1982: Vigas, Sala de Exposiciones, Colegio de Abogados del Estado Mérida, Mérida, Venezuela.
- 1984: "Ídolos y personajes", Galería Durban, Caracas, Venezuela.
- 1987: "Paisajes andinos" en compañía de Marius Sznajderman, Galería Los Espacios Cálidos, Ateneo de Caracas, Venezuela.
- 1989: Ceremoniales, Centro Armitano Arte, Caracas, Venezuela.
- 1990: "Oswaldo Vigas, de 1942 a 1990", Museo de Arte Contemporáneo de Caracas Sofía Imber, Caracas, Venezuela. / Retrospectiva Vigas: lo figurativo y lo telúrico, Museo de Arte Contemporáneo de Caracas Sofía Imber, Caracas, Venezuela.
- 1992: "Los duendes", Itagalería, El Hatillo, Caracas, Venezuela. / "Vigas: tapices y cerámicas", Centro Cultural Consolidado, Caracas, Venezuela. / "Grabados, dibujos y serigrafías", Alianza Francesa, Caracas, Venezuela.
- 1993: "Vigas desde 1952 hasta 1993", Museo La Monnaie de Paris, Palacio de la Moneda, París, Francia. / Oswaldo Vigas: la obra reciente, Grupo Li-Centro de Arte, Caracas, Venezuela.
- 1994: "Oswaldo Vigas en París: Obras Inédites", Découvertes-redécouvertes 94, en el marco del Saint-Germain des Beaux Arts, Galería Internacional Corinne Timsit, París, Francia.
- 1995: "Mutants, pélélés, contorsionnistes et autres zigotos", Galería La Tour des Cardinaux (Galerie La Tour des Cardinaux, L’Isle-sur-la-Sorgue), L'Isle-sur-la-Sorgue, Francia / "Oswaldo Vigas. Obras recientes", Galería Li Centro de Arte, Caracas, Venezuela.
- 1996: "Comadres, equilibristas, peleles y otros engendros", Galería de Arte Ascaso, Valencia, Edo. Carabobo, Venezuela. / "Oswaldo Vigas: un hombre americano", Casa de las Américas, La Habana, Cuba.
- 1997: Oswaldo Vigas. Obras clave de 1952 a 1997, Comandancia General de la Aviación, Caracas, Venezuela. /  Homenaje de la Fuerza Aérea Venezolana al maestro Oswaldo Vigas. / Vigas en Maracaibo, Galería 700 Arte, Maracaibo, Edo. Zulia, Venezuela
- 1998: Oswaldo Vigas, painting and sculpture, The Aldo Castillo Gallery, Chicago, USA / En el camino siempre", Sala Sidor
- 1999: Embajada de Francia, Caracas, Venezuela. / Restaurant Il Pinolo, Tokio, Japón.
- 2000: Entes, colonieras y recuerdos de viaje, Galería Dimaca, Caracas, Venezuela. / Pájaros de la paz y otros recuerdos, Galería 700 Arte, Maracaibo, Venezuela.
- 2001: Ficción de mediodía, Galería de Arte Ascaso, Valencia, Venezuela.
- 2002: Instituto Nacional de Ciencias Aplicadas, Lyon, Francia / Ideografías de París, 1952-1957, Museo de Arte Contemporáneo de Caracas Sofía Imber, Caracas, Venezuela. / Oswaldo Vigas, Tenji Gallery, Tokio, Japón.
- 2003: Oswaldo Vigas: recuerdos del presente, Galería de Arte Ascaso, Caracas, Venezuela.
- 2004: Ideografías de París, 1952-1957, Museo de Arte Contemporáneo del Zulia, Maracaibo, Venezuela.
- 2005: Oswaldo Vigas: sacro y mundano, Galería 700 Arte, Maracaibo, Venezuela. / Oswaldo Vigas: grabados recientes, Alianza Francesa, Caracas, Venezuela. / Oswaldo Vigas: sortilèges des tropiques, Museo Jean Lurçat et de la Tapisserie Contemporaine, Angers, Francia.
- 2006: Oswaldo Vigas: criaturas del asombro en el marco de la celebración de los diez años de la galería, Galería Medicci, Caracas, Venezuela.
- 2007: Oswaldo Vigas: pasión por la creación, Galería Corporación Andina de Fomento (CAF), Caracas, Venezuela. / Tierra y fuego, Fundación Banco Provincial, Caracas, Venezuela.
- 2008: Oswaldo Vigas en París, Galería de Arte Ascaso, Caracas, Venezuela.
- 2009: Mujeres, mujeres y mujeres, Alianza Francesa con sede en La Castellana, Caracas, Venezuela. / Oswaldo Vigas en InterValores, Caracas, Venezuela. / Oswaldo Vigas. Dibujos, Galería Punto de Arte, Caracas, Venezuela.
- 2010: Oswaldo Vigas. De brujas a curanderas, Parque Fernando Peñalver, Edo. Carabobo, Venezuela.
- 2011: Oswaldo Vigas de Mérida a Paris, Caracas, Venezuela. / Peintures: retrospectiva que incluye 170 obras, Centre d´Art Villa Tamaris, La Seyne-sur-mer, Francia. / Feria Iberoamericana de Arte de Caracas, FIA 2011, con Galería de Arte Ascaso y Galería Medicci, Caracas, Venezuela.
- 2012: El dibujo en la obra de Oswaldo Vigas 1940-2012 (retrospectiva que incluye 100 obras), Gabinete del Dibujo y la Estampa de Valencia, Venezuela. / Feria Iberoamericana de Arte de Caracas, FIA 2012, con Galería de Arte Ascaso, Galería Medicci y 700, Arte de Maracaibo, Venezuela. / Exposición de arte iberoamericano con motivo de la celebración de los doscientos años de la constitución del Tribunal Supremo Madrid, España.
- 2013: Vigas constructivista 153-1957, Ascaso Gallery, Miami, Florida, EE. UU. / Ciudad Universitaria de Caracas: síntesis de las artes mayores seis décadas 1953-2013, Fundación BBVA Provincial, Caracas, Venezuela. / Vigas constructivista 1953-1957, Galería de Arte Ascaso, Caracas, Venezuela.
- 2014: Oswaldo Vigas: transfigurations, Dillon Gallery, Nueva York, EE. UU.

### Colectivas
- 1953: Bienal de São Paulo, Brasil.
- 1954: Obras para la Ciudad Universitaria de Caracas, Musée d’Art Moderne de la Ville de Paris, Francia. / XXVII Bienal de Venecia, Italia, y Pan American Union, Washington, EE. UU.
- 1955: Bienal de São Paulo, Brasil. / Carnegie International, Pittsburgh, EE. UU. / Salon de Mai, Musée d’Art Moderne de la Ville de Paris, Francia.
- 1956: Musée de Picardie, Amiens, Francia. / Permanence de l’Art, Musée d’Art et d’Histoire, Ginebra, Suiza. / Picasso y el arte contemporáneo hispanoamericano, Museum of Fine Arts, Houston, Texas, EE. UU. / Gulf Caribbean Art Exhibition, Galerie Craven, París, Francia. / Homenaje a Paul Klee, Palacio de Bellas Artes, México. / Bienal Internacional de Pintura y Grabado. / Salon de Mai, Musée d’Art Moderne de la Ville de Paris, Francia.
- 1957: Salon de Mai, Musée d’Art Moderne de la Ville de Paris, Francia.
- 1958: Carnegie Internacional, Pittsburg, EE. UU.
- 1959: Palacio de la Inquisición, Cartagena, Colombia. / Arte latinoamericano contemporáneo, Pan American Union, Washington D. C., EE. UU. / University of Nebraska Art Gallery, EE. UU. / Paintings and drawings from Latin America, Dallas Museum of Fine Arts, EE. UU.
- 1960: Galería La Roue, París, Francia. / Pan American Union, Washington D. C., EE. UU.
- 1961: Galería Neufville, París, Francia. / Salon de Mai, Musée d’Art Moderne de la Ville de Paris, Francia.
- 1962: XXXI Bienal de Venecia, Italia. / Instituto Cultural Venezolano-Israelí, Nueva York, EE. UU. / Venezuelan painter, Salon des Réalités Nouvelles, París, Francia. / Museo de Rabat, Marruecos. / Pintores venezolanos de la Escuela de París, Musée d’Art Moderne de la Ville de Paris, Francia. / L’Art latino-Américain à Paris, Galería La Roue, París, Francia. / Galería Neufville, París, Francia.
- 1963: Musée Maison de la Culture, Le Havre, Francia. / Venezuela, del paisaje a la expresión plástica, Galería Creuze, París, Francia. / Donner à voir N.º 2, Galería-Librería Inglesa, París, Francia. / Bradley, Byun, Vigas, Galería Le Gendre, París, Francia. / La boîte et son contenu, Galería Neufville, París, Francia. / Adams Morgan Gallery, Washington D. C., EE. UU. / Salon de Mai, Musée d’Art Moderne de la Ville de Paris, Francia.
- 1964: Casa de Las Américas, La Habana, Cuba. / La pintura latinoamericana. Homenaje a la revolución argelina. Artistas de la Escuela de París, Museo de Argel, Argelia.
- 1965: Venezolanische Malerei von Heute, Alemania. (Exposición itinerante de artistas venezolanos).
- 1970: Exposiciones del grupo Presencia 70, Caracas, Venezuela.
- 1971: Salon de Mai, Musée d’Art Moderne de la Ville de Paris, Francia.
- 1972: La Colección de Ewa Gartztecka, Museo Nacional de Wroclaw, Polonia.
- 1973: World Print Competition, San Francisco, EE. UU.
- 1974: Ocho artistas venezolanos, Galería Aele, Madrid, España.
- 1975: Panorama de la pintura venezolana, Casa de Las Américas, La Habana, Cuba.
- 1976: Latin Excellence, Contemporary Hispanic Art, Xerox Corporation Center, Rochester, Nueva York, EE. UU.
- 1978: Salon de Mai, Musée d’Art Moderne de la Ville de Paris, Francia.
- 1980: El arte constructivo venezolano, Galería de Arte Nacional, Caracas, Venezuela. / Segunda Bienal Iberoamericana de Arte, Instituto Pedro Domecq, México. / Chicago International Art Exhibition, Navy Pier-Chicago, EE. UU. / Indagación de la imagen, Galería de Arte Nacional, Caracas, Venezuela. / Salon de Mai, Musée d’Art Moderne de la Ville de Paris, Francia.
- 1981: Omaggio a Picasso, Palazzo Robellini, Citá di Erba, Italia. / Pro-Posición 20, Galería de Arte Nacional, Caracas, Venezuela.
- 1987: Galería de Arte de los Países No Alineados, Titograd, Yugoslavia.
- 1989: Arte de los países bolivarianos, Museo de Bellas Artes, Caracas, Venezuela.
- 1990: LatinArtCa 90, La Galerie d’Art Lavalin, Montreal, Canadá. / Reencuentro, Premios Arturo Michelena 1943-1989 y Premios Andrés Pérez Mujica 1951-1989, Galería de Arte Ascaso, Valencia, Edo. Carabobo, Venezuela. / Latin American drawings today, San Diego Museum of Art, California, EE. UU. / Masters of Latin American Art, Andrea Marquit Fine Arts, Boston, EE. UU.
- 1992: From Torres-García to Soto, Art Museum of the Américas, OEA. / XXVII Prix International d’Art Contemporain de Monte Carlo, Mónaco.
- 1998: Obras de la colección del FDA, Maison du Citoyen, Fontenay-sous-bois, Francia
- 1994: Adquisitions, Fonds Départemental d’Art  Contemporain (FDAC), París, Francia. / Tapisseries d’aujourd’hui sur murs d’autrefois, Château des Adhémar, Montelimar, Francia.
- 1995: Salon de Mai, Espace Eiffel-Branly, París, Francia. / XXIX Prix International d’Art Contemporain de Monte Carlo, invitado especial. / El arte venezolano en los años 60. La década prodigiosa, Museo de Bellas Artes, Caracas, Venezuela. / Venezuela de l’art populaire à l’art contemporain, Centre Culturel de Boulogne-Billancourt, París, Francia. / Ser escultor 95, 700 Arte, Maracaibo, Edo. Zulia, Venezuela.
- 1997: El Taller Libre de Arte, 1948-1952, Museo Jacobo Borges, Caracas, Venezuela. / Constructivist Art from Latin America, Sotheby’s, Nueva York, EE. UU. / Tapisseries de l’Atelier 3, Auditorium de Lyon, Francia.
- 1999: Four Latin American Masters, Anita Shapolsky Gallery, Nueva York, EE.UU / Peinture et Sculpture d’Amérique Latine, Festival La Cita, Biarritz, Francia. / Colección del Museo, Museo de Bellas Artes, Caracas. / Etats d’un temps. Colección FDAC, Centre Culturel de Paris Sucy, Francia.
- 2000: Un coeur, un monde (One Heart, one World), Maison de la Culture du Japon, París, Francia.
- 2001: I Salón de Arte Exxon Mobil de Venezuela, Museo Sacro de Caracas, Venezuela.
- 2002: Geometría como vanguardia. Colección Banco Mercantil, Museo Alejandro Otero, Caracas, Venezuela. / Contemporary Venezuelan Art, M.A. Doran Gallery, Tulsa, EE.UU / Abstracción geométrica en Venezuela, Galería de Arte Nacional, Caracas, Venezuela. / The Latinamerican & Caribbean Art Today, Miura Museum of Art, Miura, Japón. / Reacción y polémica en el arte venezolano, Galería de Arte Nacional, Caracas, Venezuela.
- 2003: La Megaexposición 1900-2000, Galería de Arte Nacional, Caracas, Venezuela. / Arte venezolano del siglo XX. Colección PDVSA, Museo de Arte Contemporáneo del Zulia, Venezuela.
- 2004: Imagen y figuración, Galería de Arte Ascaso, Caracas, Venezuela. / Caracas à Paris, Alianza Francesa de París, con motivo sus treinta años en Venezuela.
- 2006: Le Musée de la Tapisserie a 20 ans, Musée Jean Lurçat et de la Tapisserie Contemporaine, Angers, Francia. / Documentaria. 30 años en el arte venezolano, Galería de Arte Nacional, Caracas, Venezuela. / Iberoamérica, University of Saint Francis, Chicago, EE.UU / Aldo Castillo Gallery.
- 2008: Artistes de l’Atelier 3, Musée Jean Lurçat et de la Tapisserie Contemporaine, Angers, France. / Art Nocturne Knokke, Cultuurcentrum Scharpoord, Knokke, Bélgica. Mary Ann Manning Gallery, EE. UU. / Atelier 3 Transpositions. Tapisseries, 1972-2008, Musée Jean Lurçat et de la Tapisserie Contemporaine, Angers, Francia.
- 2009: Espacio real, Galería de Arte Ascaso, Caracas, Venezuela. / Latin America Art, Sotheby’s, Nueva York, EE. UU. / Nuestros artistas, Galería Medicci, Caracas, Venezuela. / Artista homenajeado en FIAAM, Maracaibo, Venezuela. / Latin American Art, Christie’s, Nueva York, EE. UU.
- 2010: Galería de Arte Parque Negra Hipólita, Valencia, Venezuela. / Artista homenajeado en el XV Salón Cabriales de Pintura, Chicago, EE.UU / Beach Convention Center Miami, Florida, EE. UU.
- 2011: IV Bienal de Esculturas, Galería de Arte Trazos, Caracas, Venezuela.

## Galería

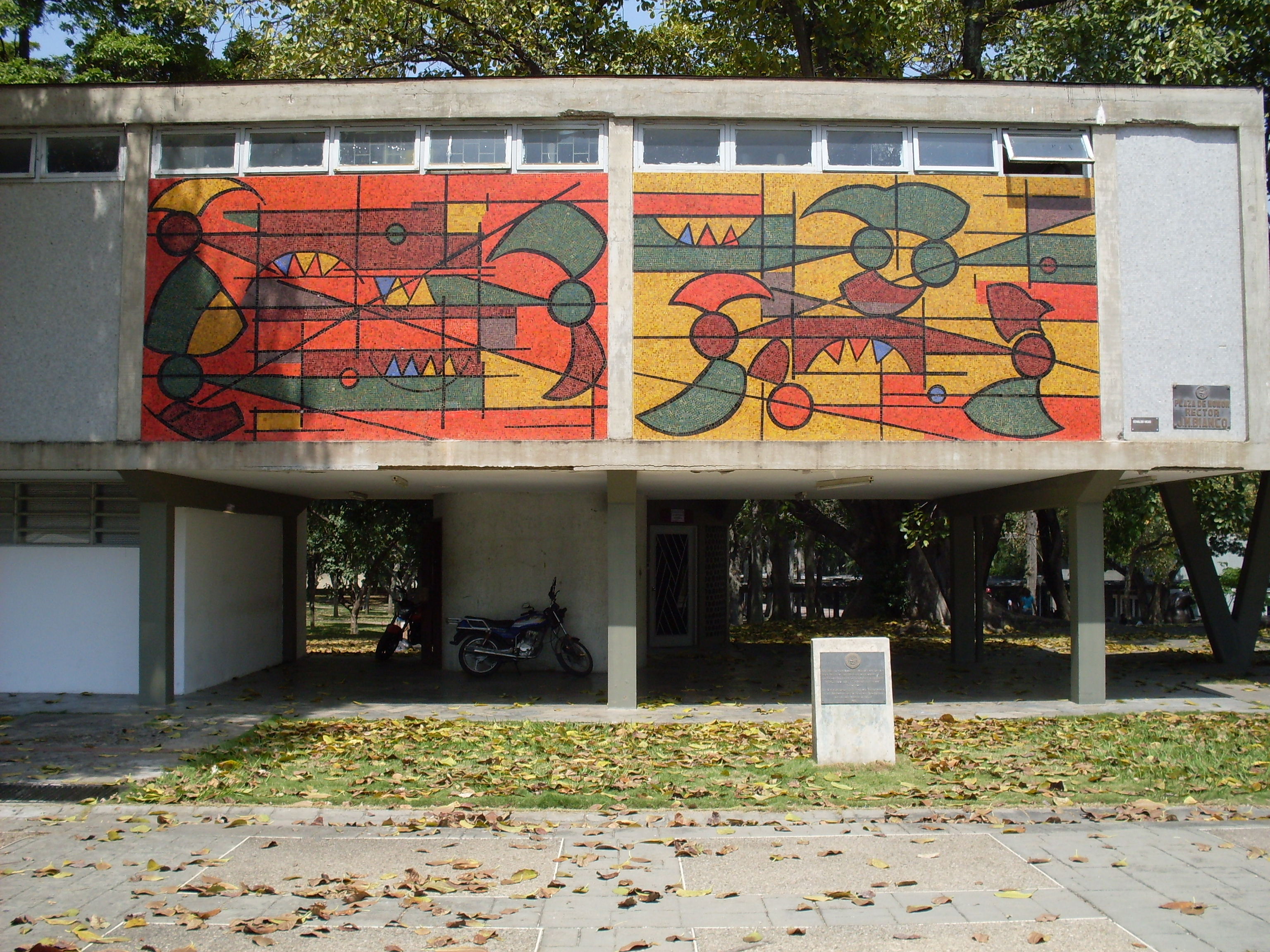
Mural de Oswaldo Vigas llamado Composición estática ubicado en el edificio del Museo. Fachada oeste, extremo sur.
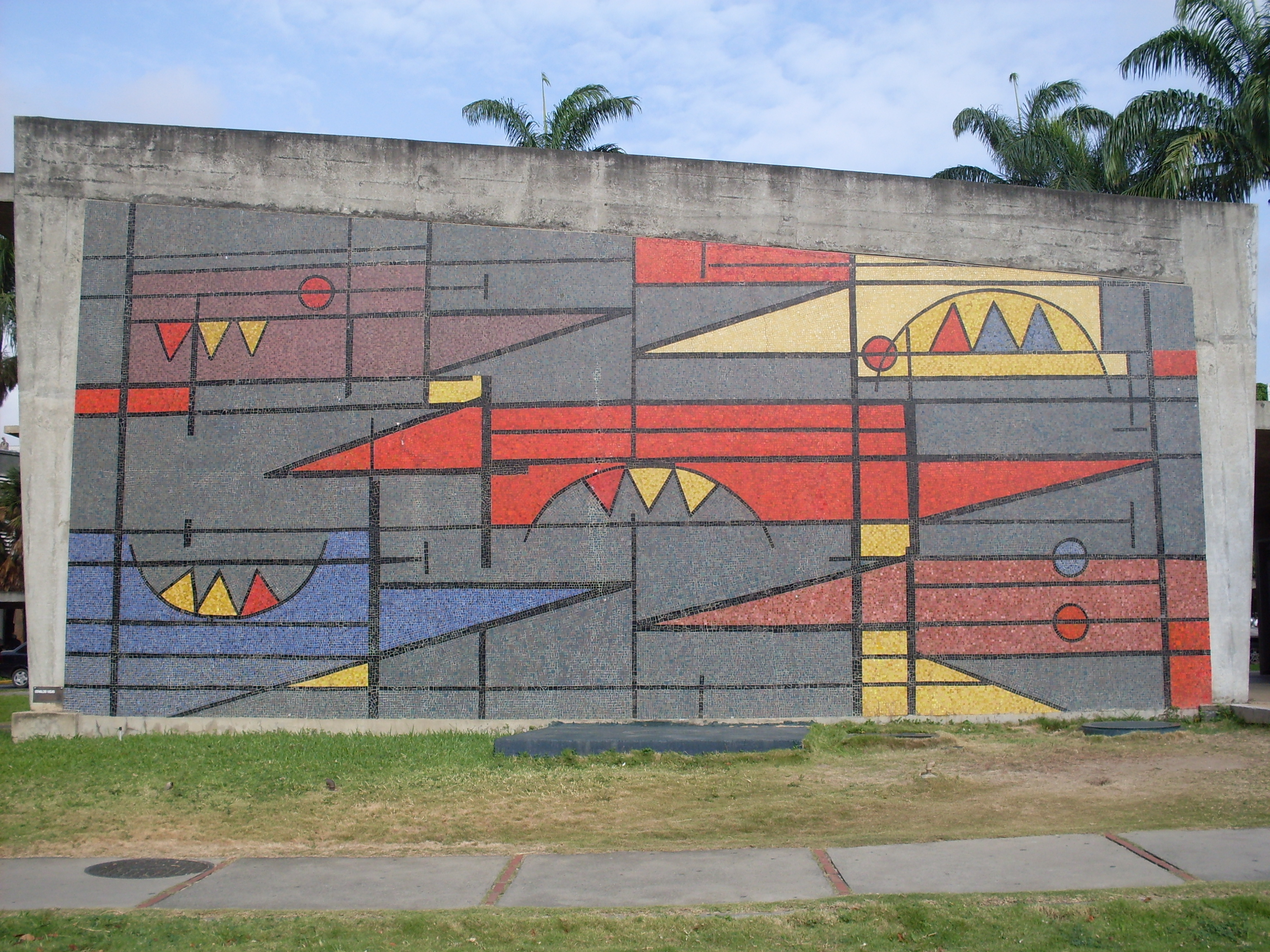
Mural de Oswaldo Vigas llamado Un elemento estático en cinco posiciones ubicado en el edificio de comunicaciones, fachada este.
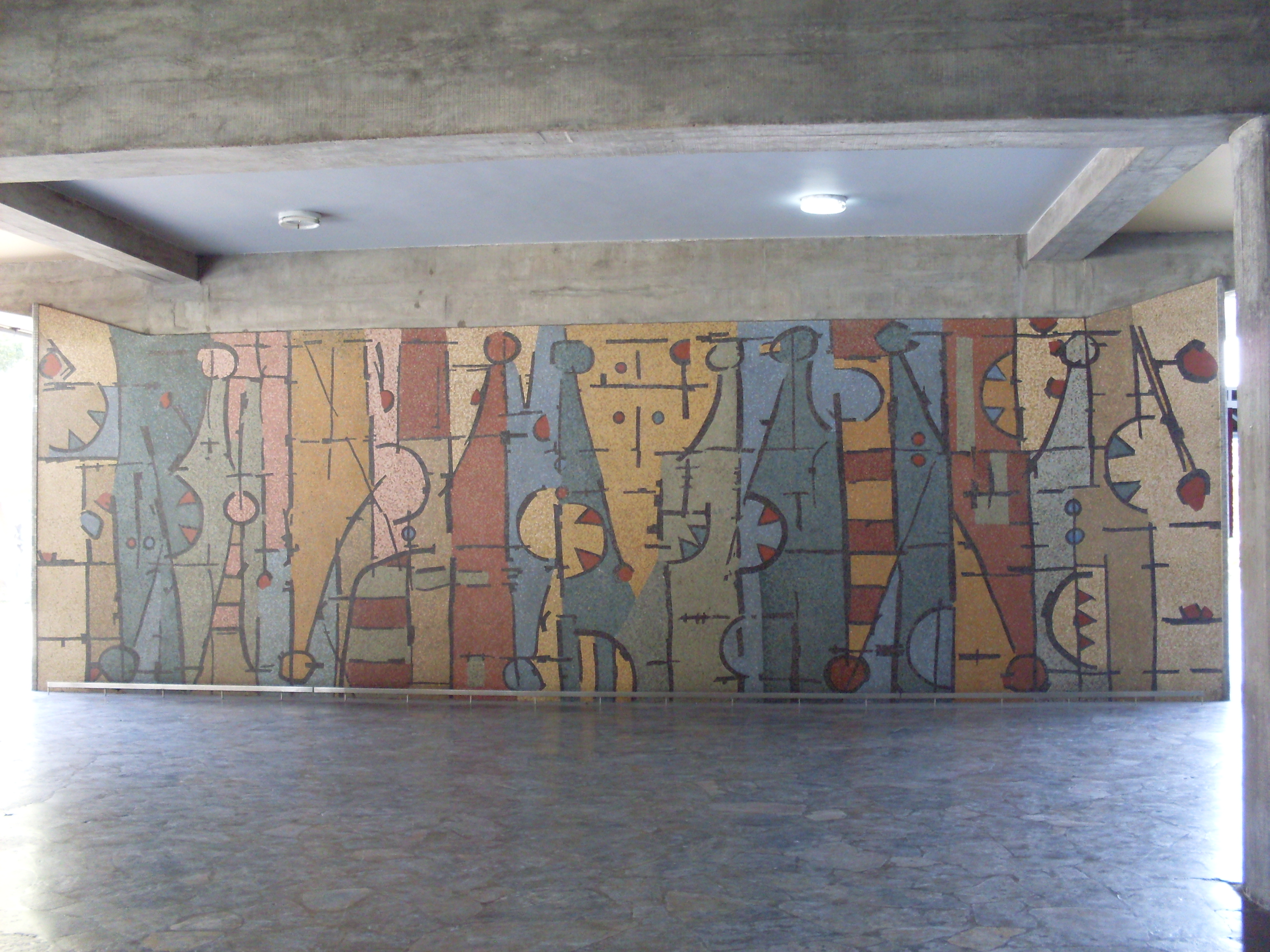
Mural de Oswaldo Vigas llamado Un elemento - personaje vertical en evolución horizontal ubicado en el edificio del Rectorado, vestíbulo de entrada.
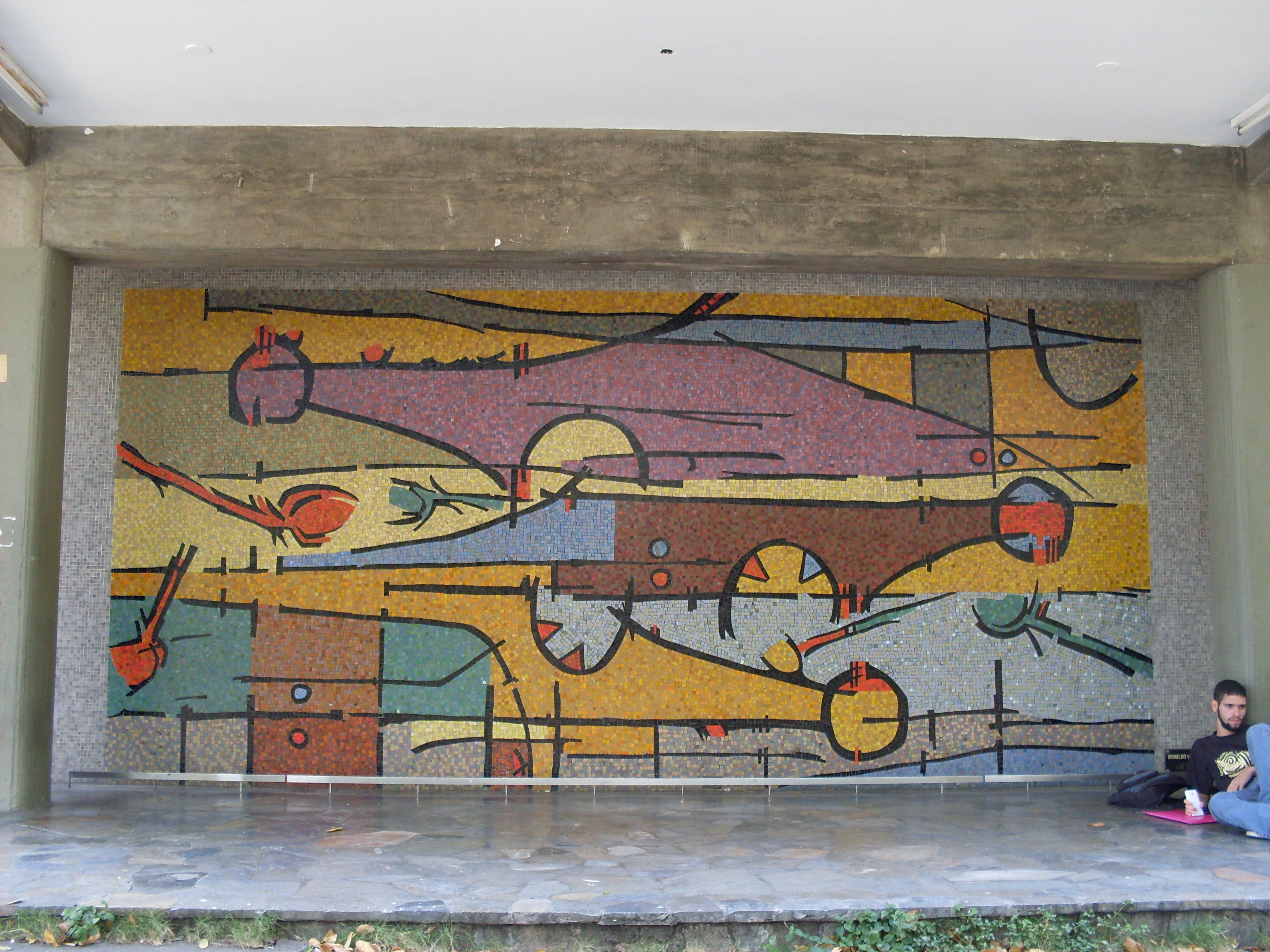
Mural de Oswaldo Vigas llamado Un elemento - personaje triple ubicado en el edificio del Rectorado, fachada este, contiguo a Tierra de Nadie.